# Apostolado de la catedral de Toledo (El Greco)
El Apostolado de la catedral de Toledo, y el Apostolado del Museo del Greco son los dos únicos apostolados del Greco que se conservan completos, con la imagen de Cristo como Salvator Mundi, y con los doce lienzos correspondientes a los apóstoles.

## Los apostolados del Greco y de su taller
A partir de c.1600, el Greco y su taller pintaron varias series de lienzos representando al Salvator Mundi y a los apóstoles No es exacto llamar "apostolados" a estos conjuntos, ya que en todos san Pablo substituye a Matías y, en otro, Bartolomé substituye a Lucas. En los que se han conservado enteros, seis discípulos aparecen mirando a la derecha, seis a la izquierda, y Jesús en posición frontal, en una actitud de bendición. Ello sugiere la colocación en una habitación rectangular: Cristo ocuparía el testero, y los discípulos —en grupos de seis— estarían en los dos muros laterales.
El conjunto de la catedral de Toledo, y el del museo del Greco son atribuidos básicamente a la mano del Greco. En ambos intervino el taller, pero el maestro fue el autor de los dibujos y de la mayor parte del trabajo. El taller del Greco produjo otros apostolados, con cierta intervención del maestro. El Apostolado de San Feliz sigue casi completo —falta la imagen del Salvator Mundi— y se considera esencialmente obra del taller. Se conservan incompletos y dispersos el Apostolado de Almadrones y el llamado Apostolado Henke, también considerados básicamente obra del taller.
A la muerte del Greco, quedaba en su taller un apostolado completo, quizás el que prestó Jorge Manuel Theotocópuli al Hospital de Tavera. Es posible que fuera el Apostolado de Almadrones, o el Apostolado de San Feliz. Mayer intentó reconstruir varias series a partir de obras sueltas, con resultados insatisfactorios, porqué las características de dichas obras no permitían la reconstitución. Parece que unas obras representando figuras de medio cuerpo —antes en el Convento de la Natividad y San José— son las que ahora se incluyen en el Apostolado Henke. Según Gudiol, ciertos lienzos dispersos, de pequeño tamaño, forman el llamado Apostolado Arteche. 

## Iconografía
La iconografía de los apóstoles del Greco se representa —en la mayoría de los casos— según tradiciones establecidas siglos antes, pero en algunos casos, se suprimen sus atributos correspondientes. Los apóstoles más importantes visten siempre con los mismos colores y, cuando hay una diferencia notable, la pintura debe ser considerada una pieza del taller o de escuela. Se ha especulado sobre si los modelos de algunos apóstoles pudieran ser internos del Hospital Nuncio Nuevo, dado el aspecto alucinado de algunas figuras, como el san Bartolomé del apostolado del Museo del Greco.

## El apostolado de la catedral de Toledo
Anteriormente, este conjunto era considerado el mejor y el más antiguo de los apostolados del Greco. Actualmente su estudio es difícil, dado su mal estado de conservación, mientras que los otros conjuntos se han podido analizar en buenas condiciones. Sería necesaria una correcta restauración y el estudio pormenorizado de cada pieza, aunque se advierte una ejecución más bien torpe y apresurada. Por otra parte la irregular calidad del conjunto denota la participación del taller en varias obras.

## Composición del apostolado de la catedral
- Obras realizadas con pintura al óleo sobre lienzo;
- Miden de promedio 100 x 76 cm;
- Datación: c. 1605;[9]
- Están numeradas con las referencias que van desde 160 hasta 172, en el catálogo razonado de Harold Wethey.

### Galería de imágenes

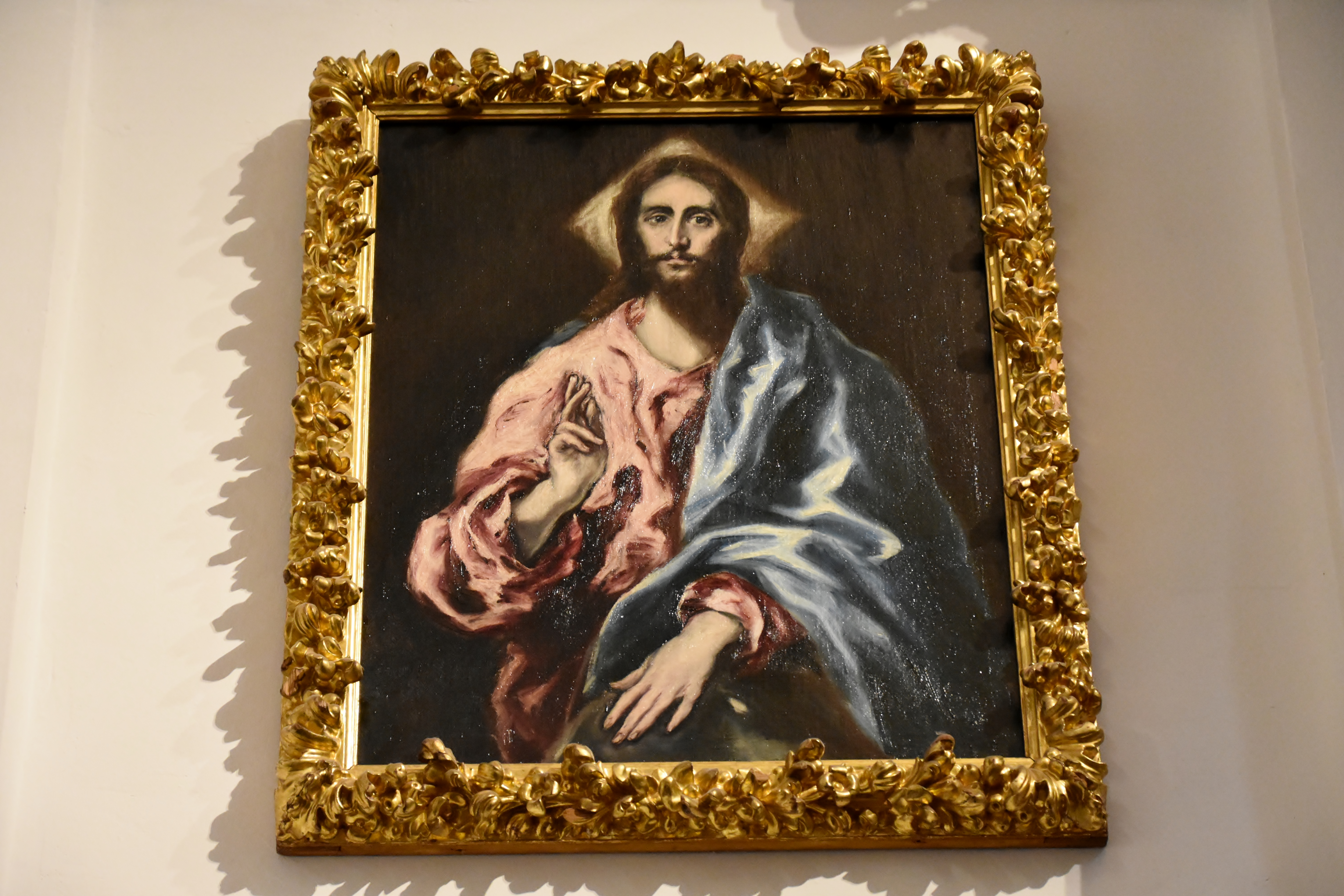
Jesucristo como Salvator Mundi
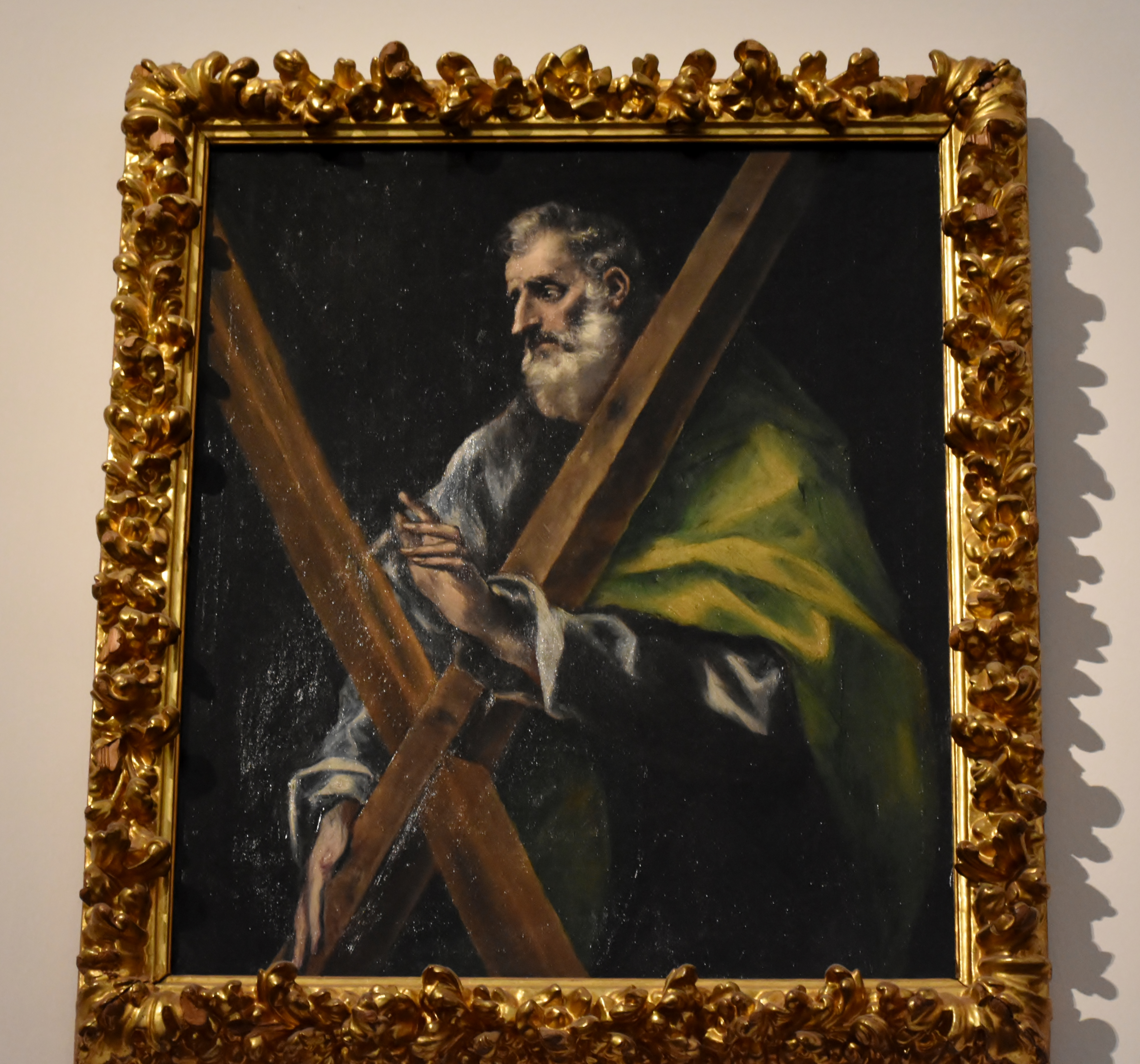
San Andrés
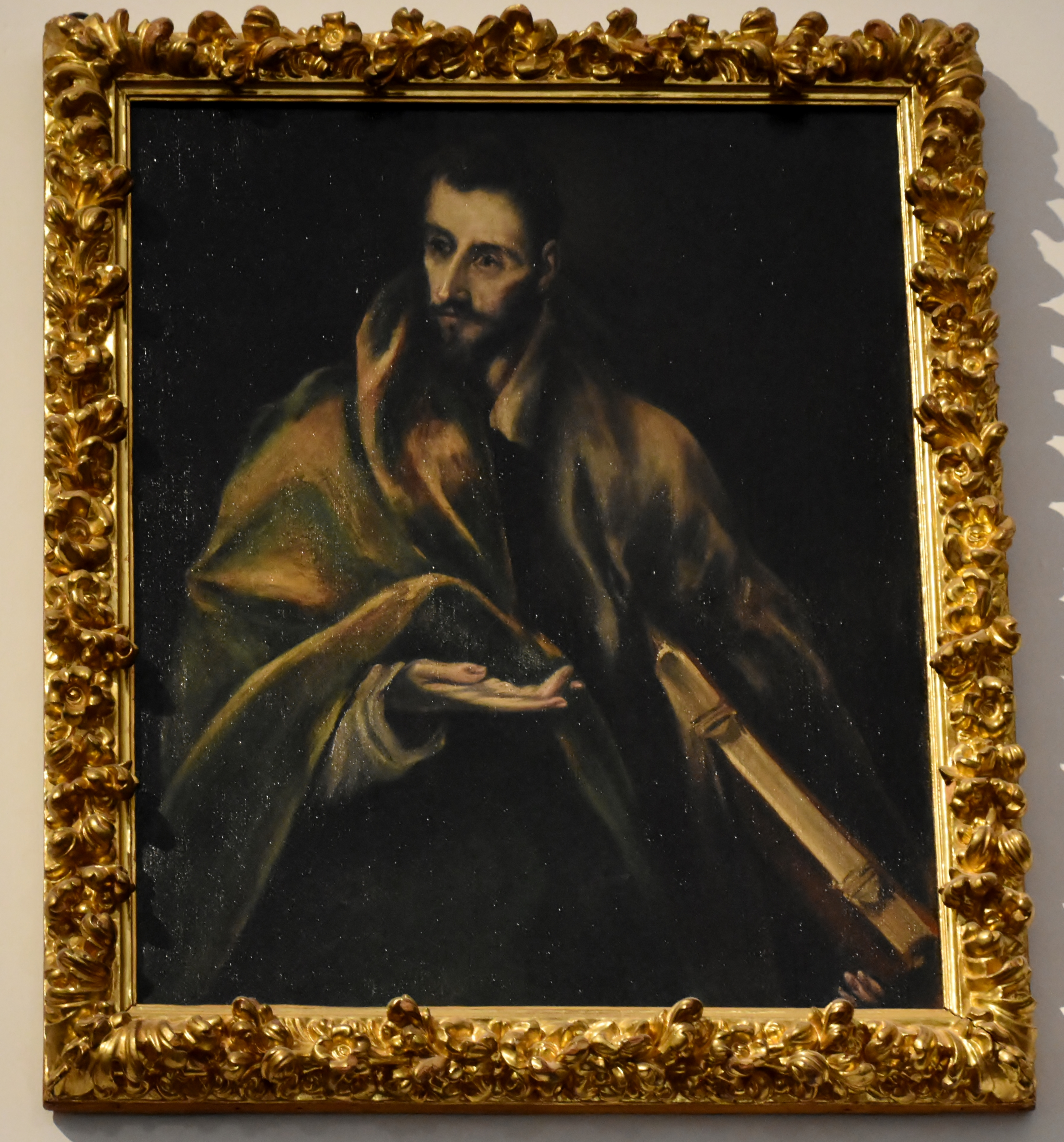
Santiango el Mayor
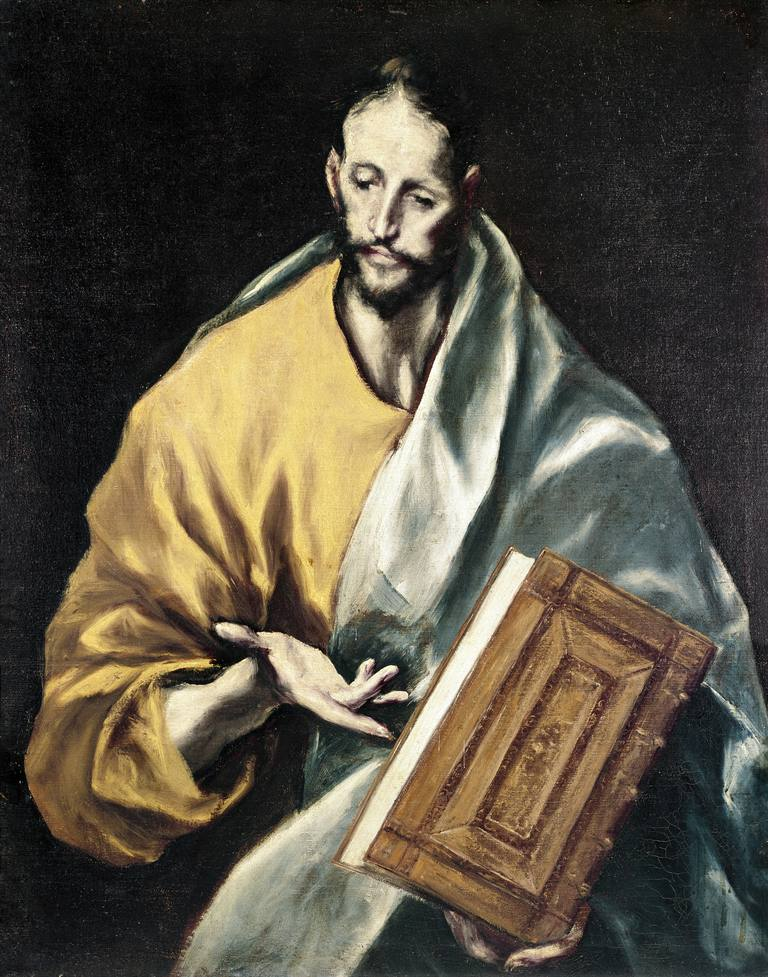
Santiago el Menor
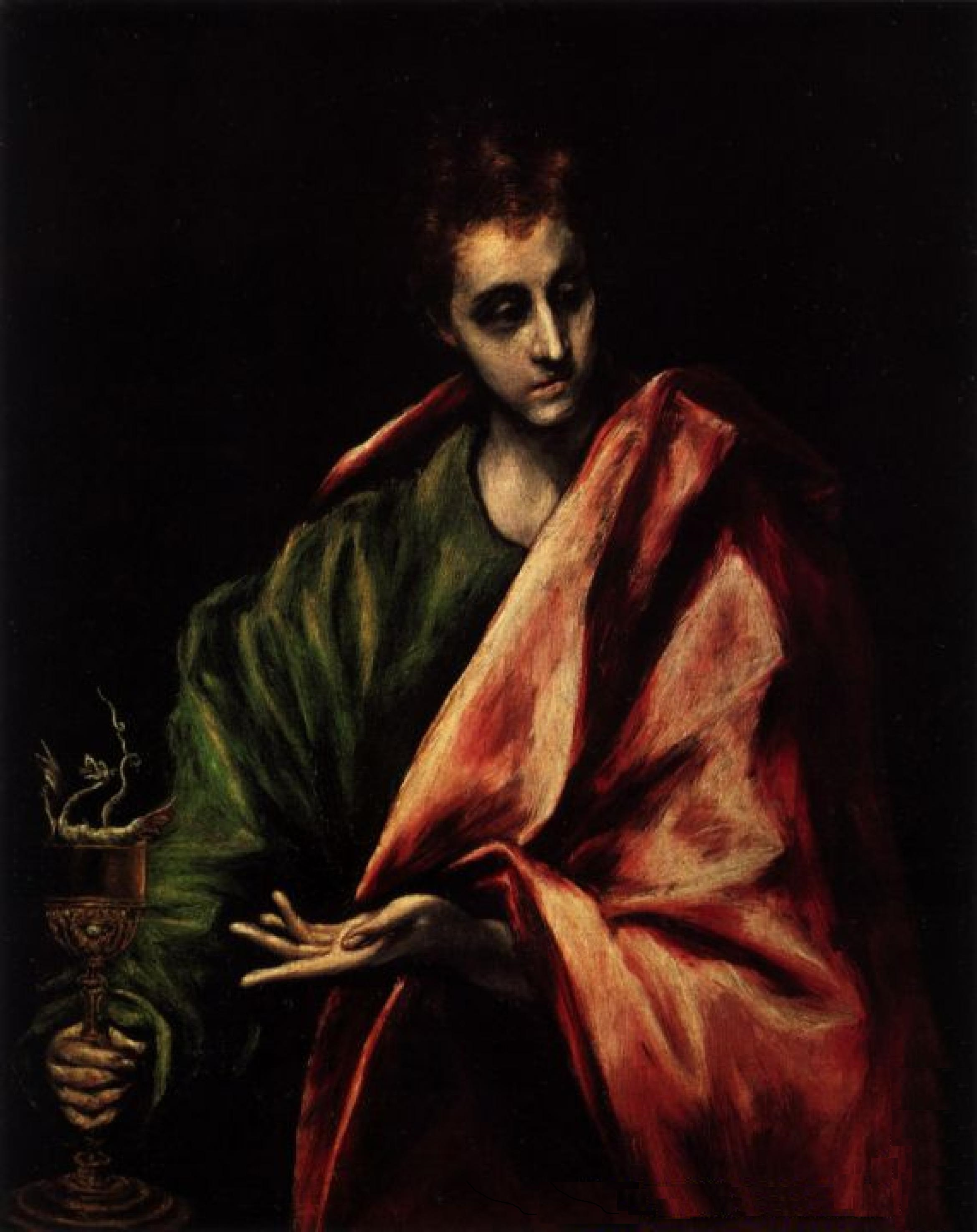
San Juan Evangelista
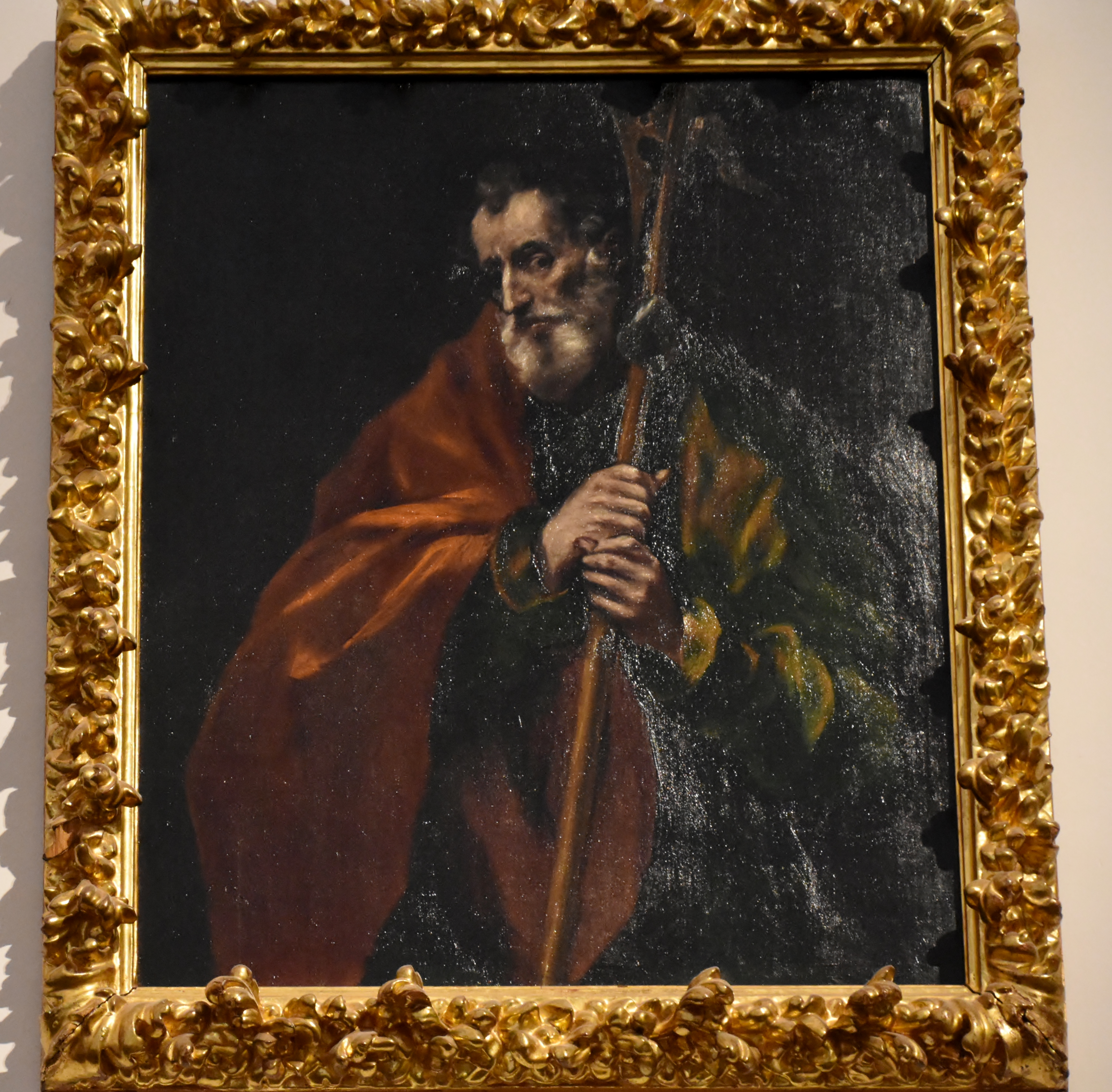
San Judas Tadeo
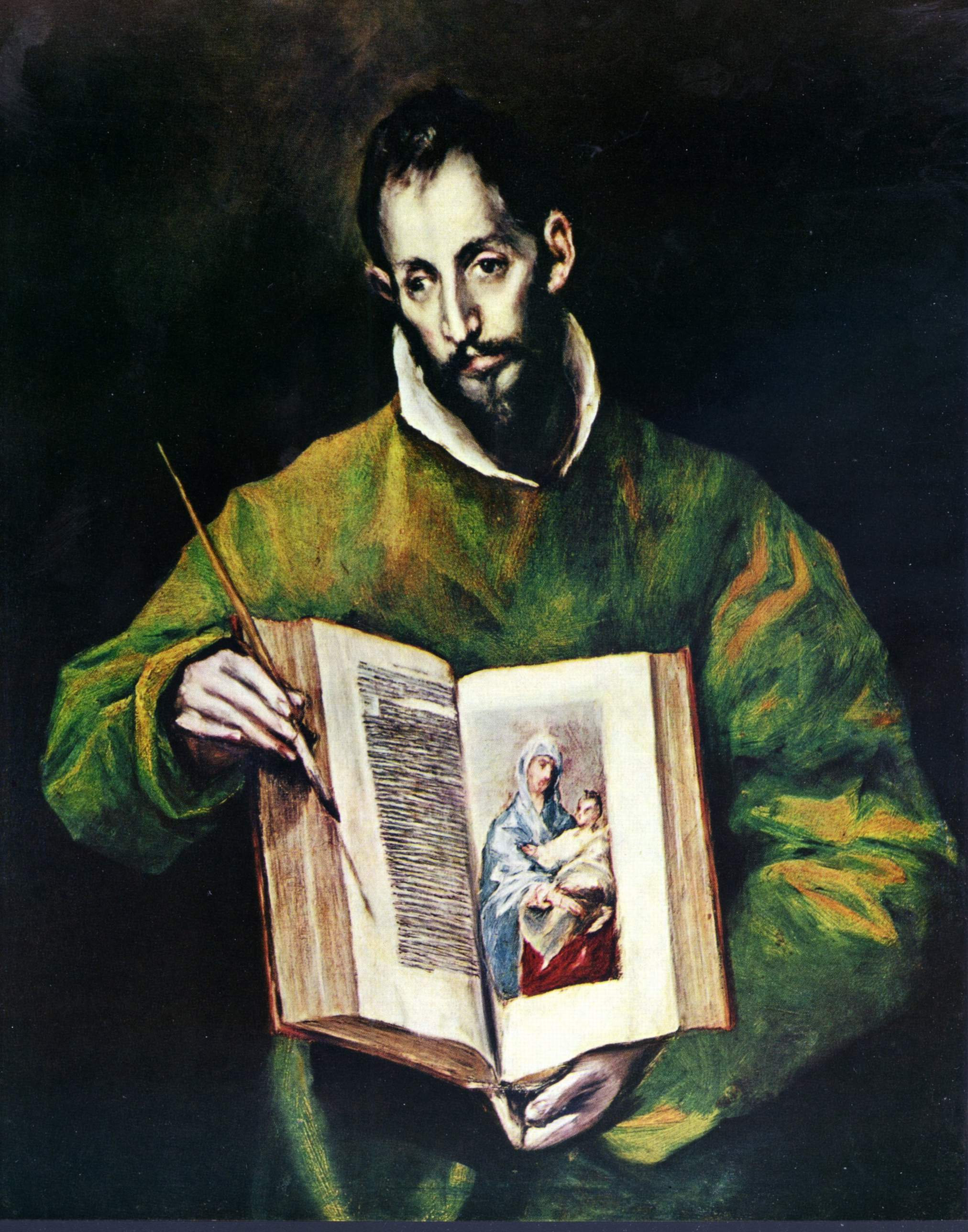
San Lucas
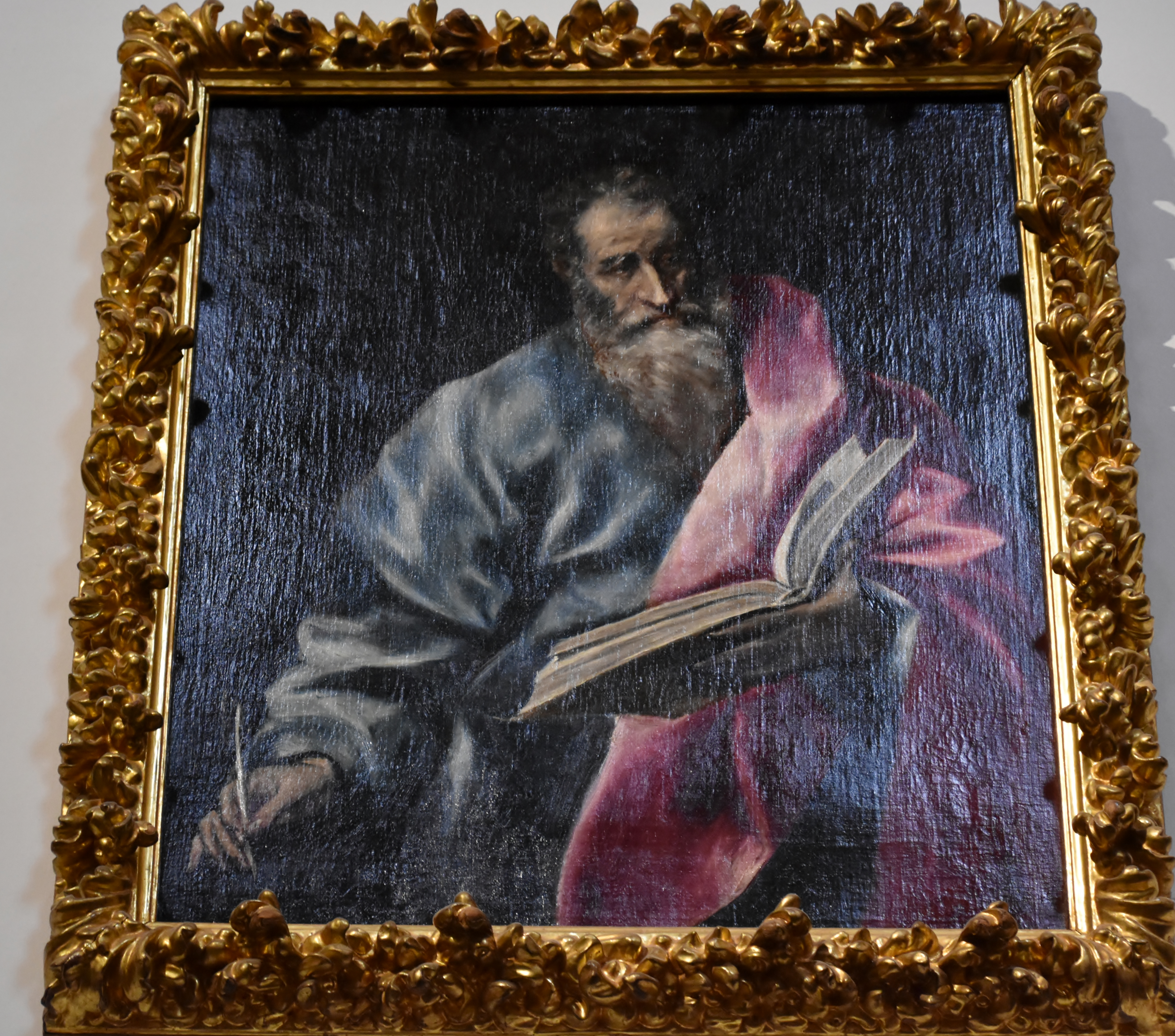
San Mateo
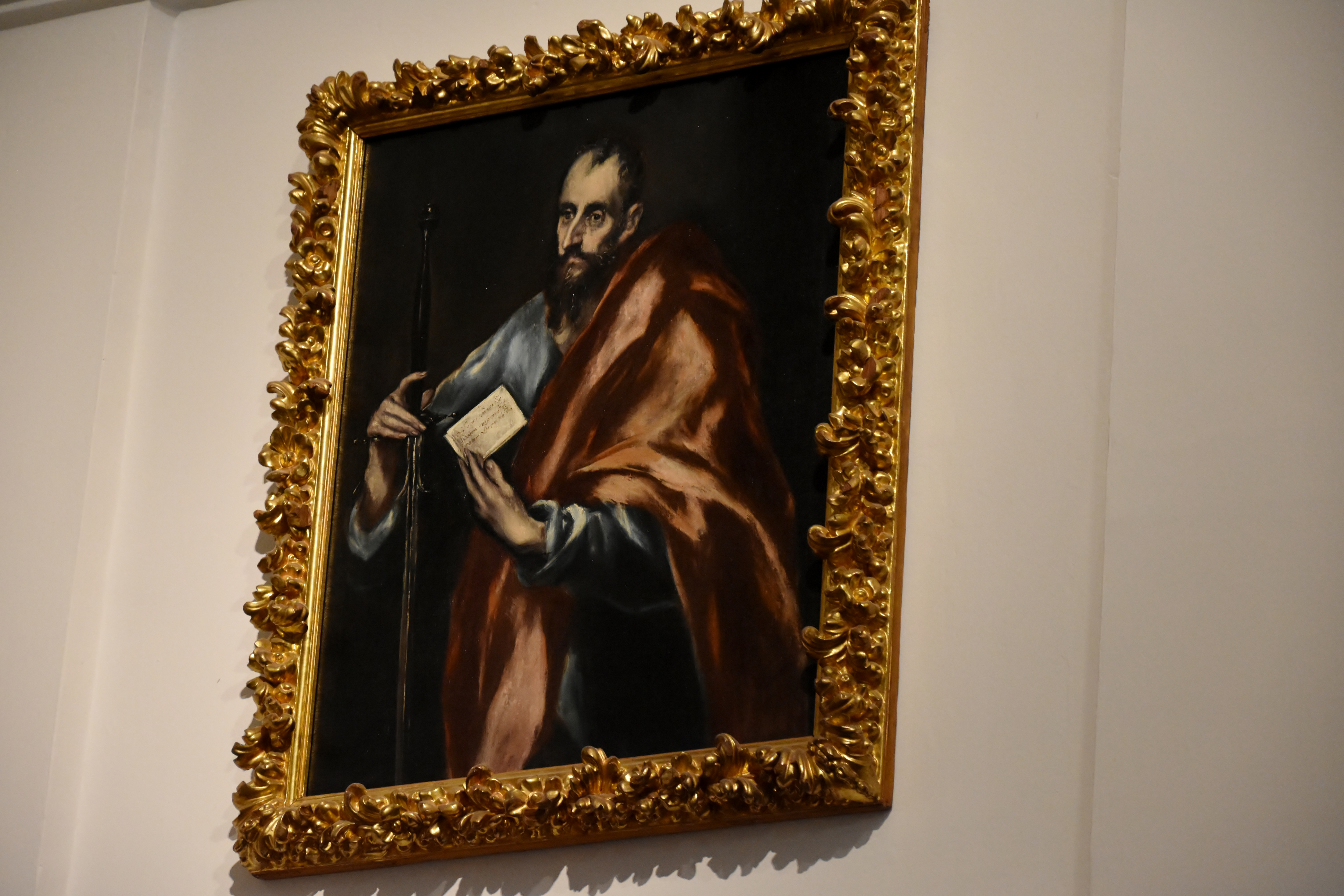
San Pablo
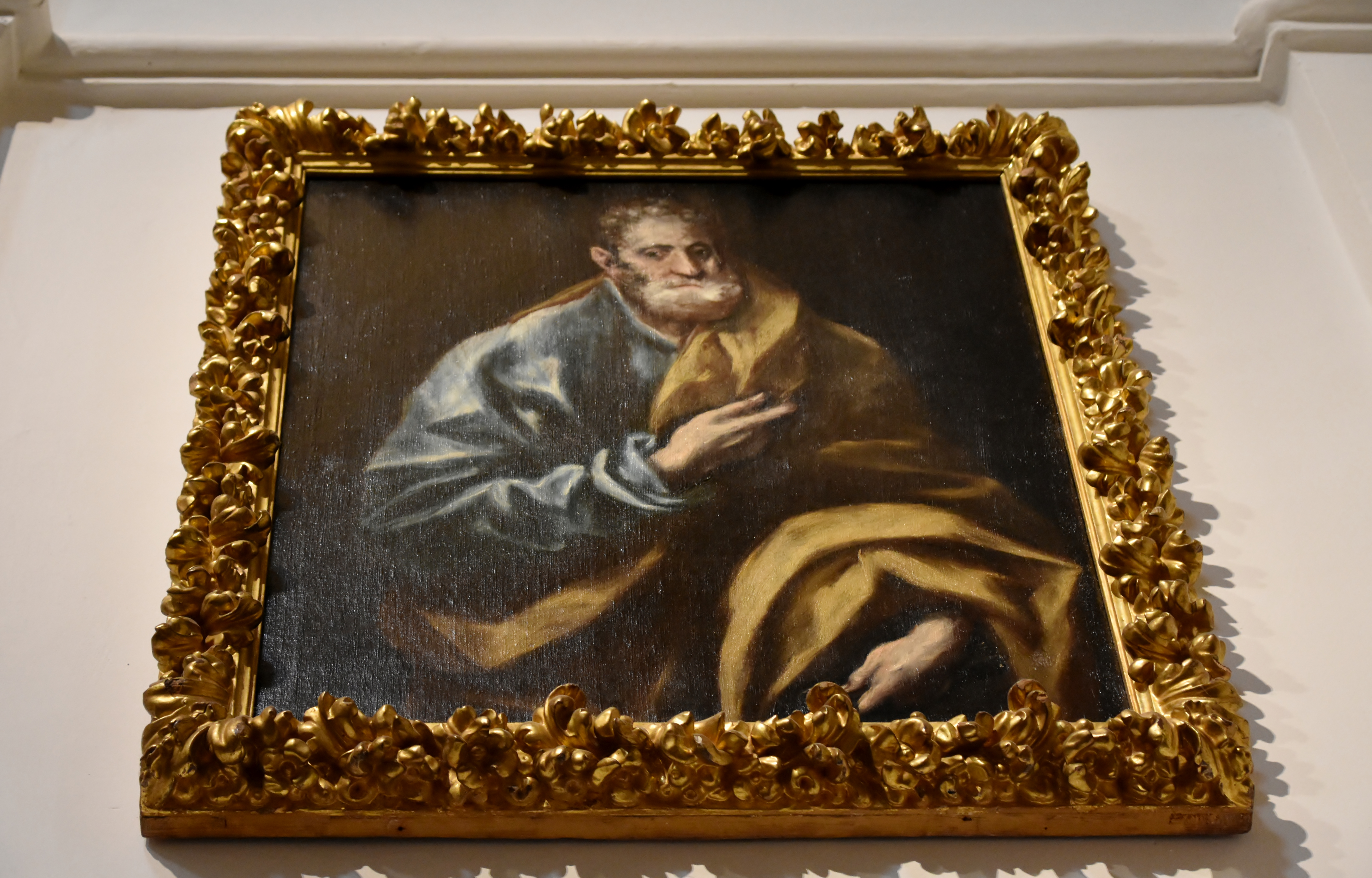
San Pedro
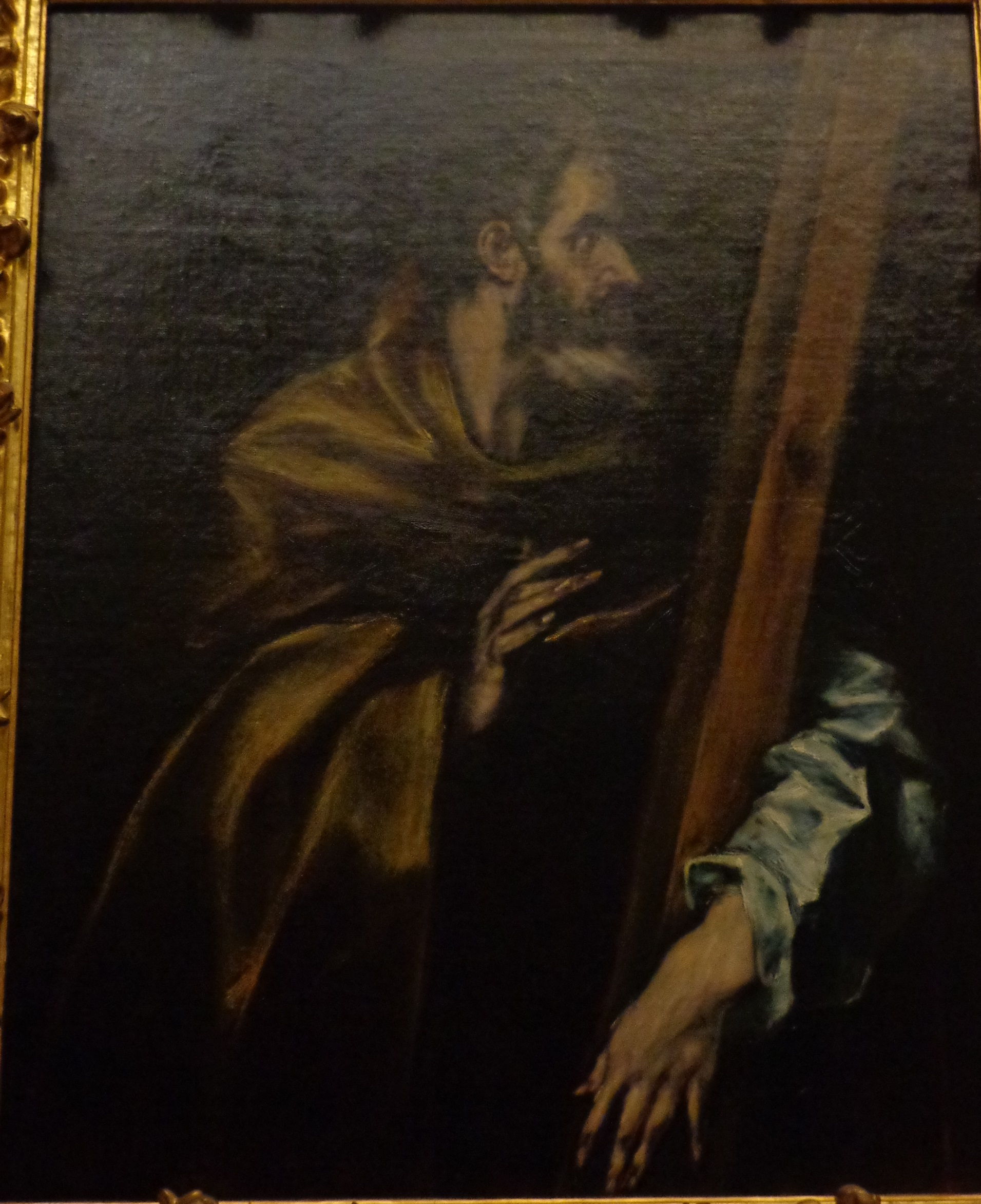
San Felipe
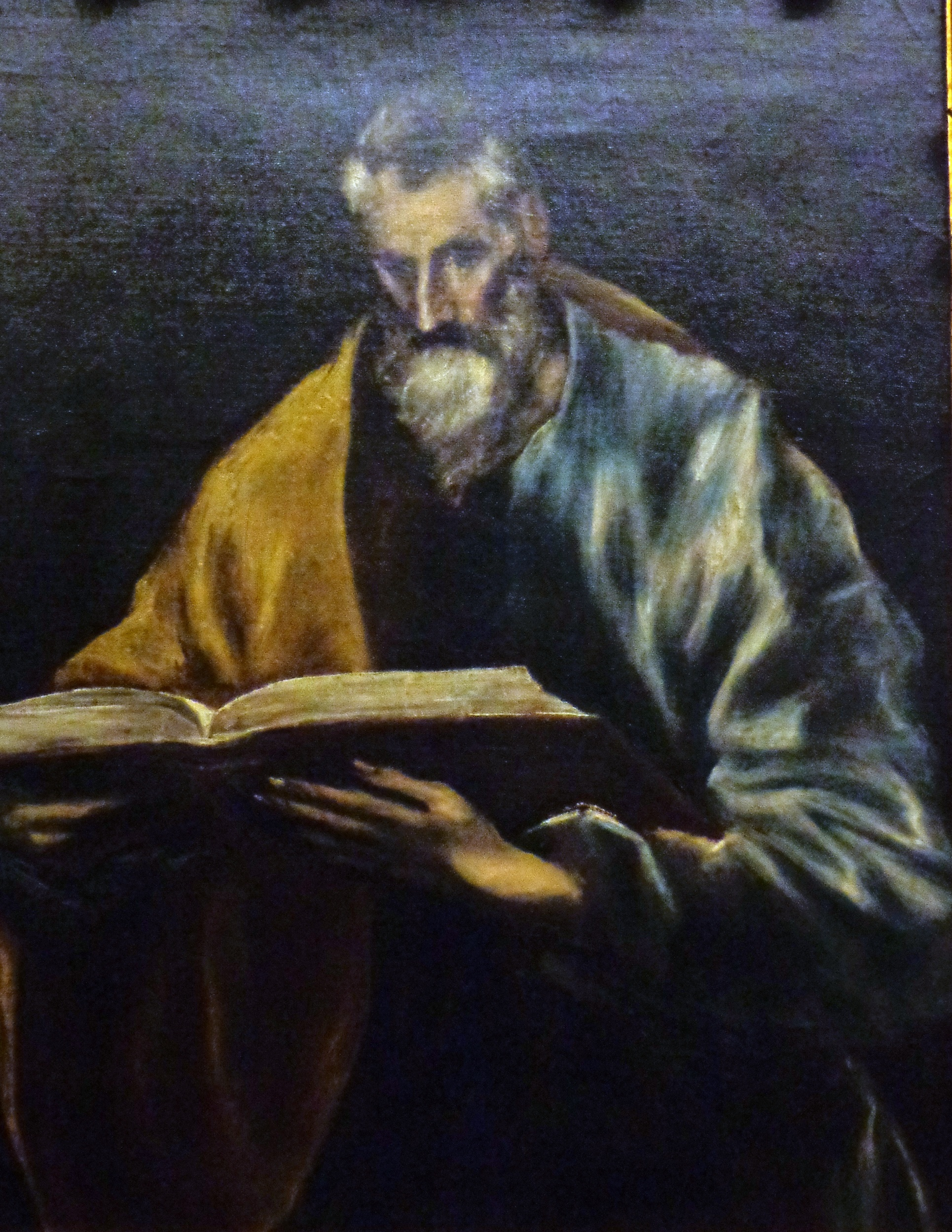
San Simón
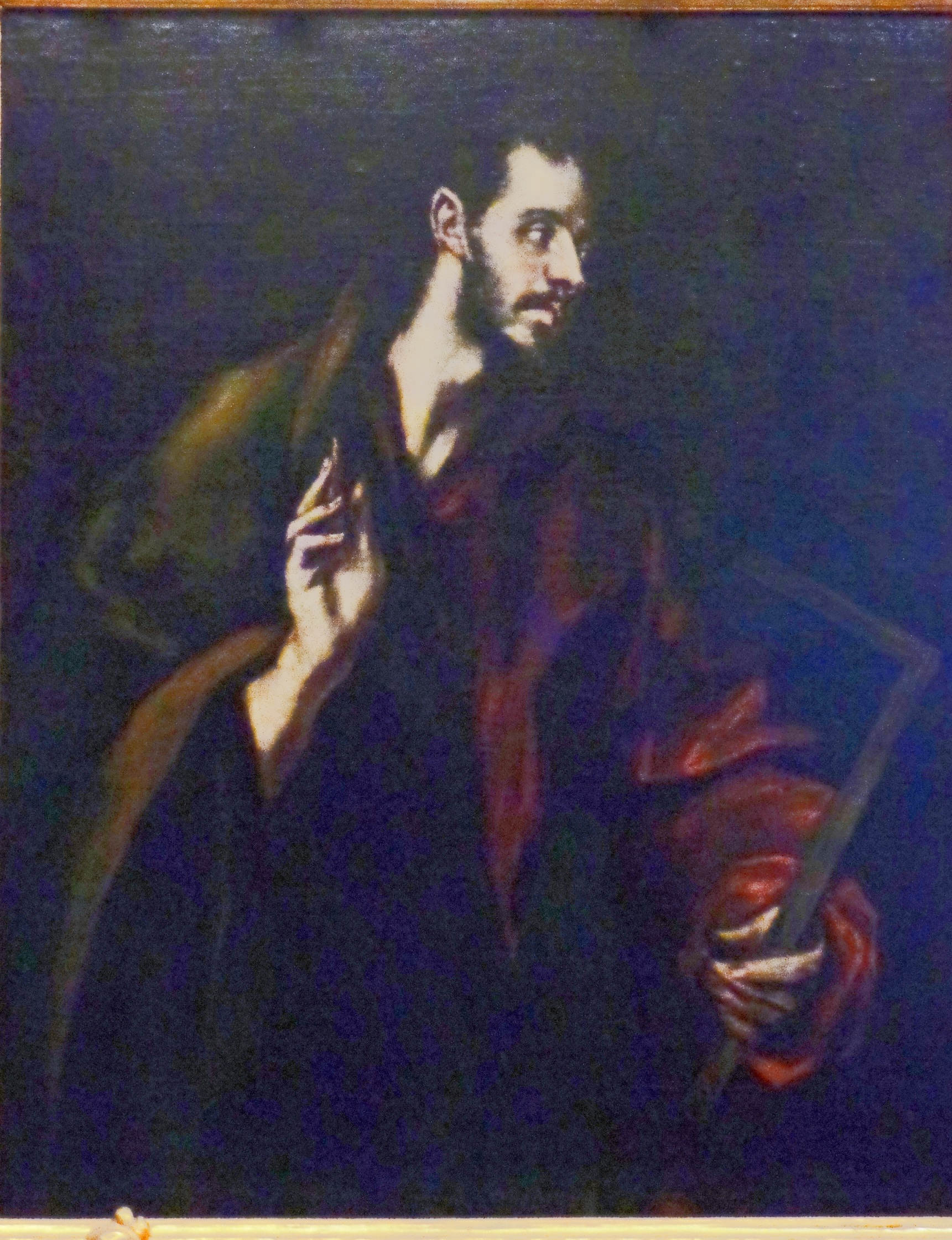
San Tomás

### Salvator Mundi
- Catálogo de Wethey: n º. 160.

La túnica rosa claro debió se pintada por un ayudante, ya que su ejecución es inferior a la de los paños azules que viste el personaje.

### San Andrés
- Catálogo de Wethey: n º. 161.

Es una de las mejores piezas de la serie, por su composición, colorido y la expresión de la cabeza. Viste un manto verde con reflejos amarillos, sobre una túnica azul oscuro.

### Santiago el Mayor
- Catálogo de Wethey: n º. 162.

Esta obra debe atribuirse básicamente al taller. El santo viste un manto castaño-verdoso, de un tono sucio, que contrasta con la manga azul pálido. Sostiene un libro del que solo se ve claramente el borde con los cierres.

### Santiago el Menor
- Catálogo de Wethey: n º. 163.

Su figura es la misma que la correspondiente del Museo del Greco. Viste túnica amarilla y manto azul, y sostiene un libro castaño dorado con decoración roja.

### San Juan evangelista
- Catálogo de Wethey: n º. 164.

Este lienzo es la mejor del conjunto en todos los aspectos. El santo viste una túnica verde y manto rosa.

### San Judas Tadeo
- Catálogo de Wethey: n º. 165.

Es posible que el oscurecimiento del barniz haya afectado al verde de la túnica y al rojo anaranjado del manto, ya que son muy oscuros e impropios del Greco.

### San Lucas
- Catálogo de Wethey: n º. 166.

El verde de la túnica contrasta con el blanco del cuello, el castaño del fondo y el blanco del libro, donde aparecen la Virgen y el Niño, en tonos azul y rosa.

### San Mateo
- Catálogo de Wethey: n º 167.

Es una de las mejores obras de la serie. San Mateo viste prendas de delicado color rosa y una túnica azul.

### San Pablo
- Catálogo de Wethey: n º. 168.

El santo viste una túnica de color azul intermedio y paños púrpura, una combinación de colores inusual en el Greco. La inscripción en letras griegas minúsculas: «para Titos ordenado primer obispo de la iglesia de los cretenses» aparece en la misma obra del Museo del Greco, y corresponde al final de la Epístola a Tito.(Biblia Reina-Valera 1909/Tito/3 - Wikisource)

### San Pedro
- Catálogo de Wethey: n º. 169.

Es una de las peores versiones de san Pedro salidas del taller del Greco. Viste una túnica azul claro, pero el manto amarillo con sombras verdes, tiene un tono amarronado.

### Felipe el Apóstol
- Catálogo de Wethey: n º. 170.

El santo sostiene una gran cruz de madera. La manga de su vestido es de un azul luminoso, pero se han oscurecido los paños amarillos con sombras rojas, a causa de la técnica poco cuidada del taller.

### San Simón
- erróneamente identificado como San Marcos evangelista.

- Catálogo de Wethey: n º 171.

Esta figura, de floja realización, viste túnica azul claro y paños amarillo-castaños.

### Santo Tomás
- Catálogo de Wethey: n º. 172.

La imprimación color castaño ha ennegrecido la túnica rojo oscuro y el manto amarillo verdoso. El santo porta una escuadra de carpintero en su mano izquierda.

## Procedencia
Cossío creyó que este conjunto fue originariamente realizado para la catedral de Toledo, donde ya fue citada por Palomino, Ponz y Ceán Bermúdez y posteriormente por Parro pero, de hecho, se desconoce cuándo este apostolado ingresó en la catedral.